# 科索沃行政區劃
科索沃在行政上劃分为区（羅馬化：Okrug）。区下再划分为市镇（羅馬化：opština）。
这些行政区划单位是联合国科索沃特派团建立起来的。
| 类型 | 数量          |
| ---- | ------------- |
| 区   | 7（2000年起） |
| 市镇 | 38            |